# Michael Radulescu

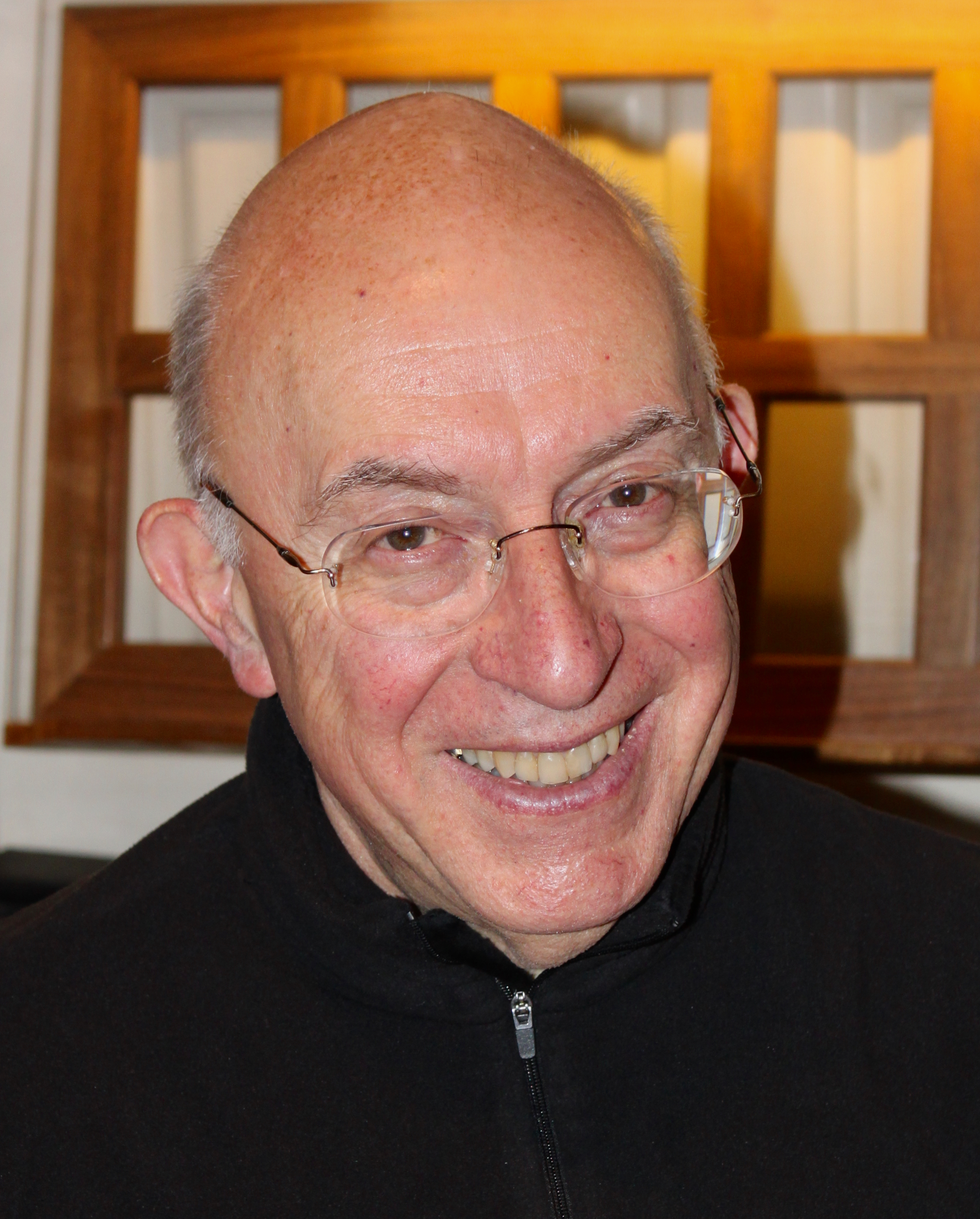
Radulescu in 2014

Michael Radulescu (Boekarest, 19 juni 1943 – 23 december 2023) was een organist, componist en muziekpedagoog.

## Levensloop
Zoon van een Roemeense vader en een Duitse moeder, is Radulescu in een muzikale omgeving opgegroeid. Zijn belangstelling voor het componeren kreeg hij al heel vroeg.
In 1956 vatte hij orgelstudies aan bij Victor Bickerich en in 1957 compositie bij Mihail Jora, een leerling van Max Reger. In 1964 en 1965 volgde hij cursussen aan de zomeracademie van het Mozarteum in Salzburg, onder meer bij Anton Nowakowski voor orgel, van Anna Barbara Spenker voor klavecimbel en van Carl Milles voor orkestdirectie.
Van 1965 tot 1968 studeerde hij verder aan de Muziekacademie van Wenen, bij Anton Heiller voor orgel en bij Karl Osterreicher en Hans Waroski voor directie. Vanaf 1968 doceerde hij orgel aan de Muziekacademie van Wenen. Hij was toen al volop bezig met een actieve carrière als concertant op orgel, in Europa, de Verenigde Staten, Canada, Australië en Japan. Hij nam ook deel aan orgeljurys en zetelde in de jury voor het internationale orgelconcours in het kader van het Festival Oude Muziek in Brugge, in 1979, 1982, 1985, 1988, 1991 en 1997.
Zowel als organist als in zijn pedagogische activiteiten draait alles hoofdzakelijk rond Johann Sebastian Bach, van wie hij de betekenis voor onze tijd analyseert.  
Van 1971 tot 1990 leidde hij de orgelcursussen in Liechtenstein, van 1977 tot 1987 leidde hij de Internationale Academie voor Orgel en Oude Muziek in Innsbruck en sinds 1990 leidt hij de Bachacademie in Porrentruy (Zwitserland) gehuisvest in de voormalige kerk van het jezuïetencollege. Hij speelt er en doet opnamen op het bekende instrument dat er in 1985 door Ahrend werd gebouwd.
Radulescu is vlot meertalig en leidt dan ook graag bonte gezelschappen van musici uit vele landen. Hij brengt ze graag bijeen voor studiesessies die uitmonden op een slotconcert. Dit doet hij sinds 1996 in Porrentruy, waar hij opeenvolgend de grote oratoria van Bach heeft gedirigeerd, alsook de Mis in si, het Musikalisches Opfer en de Kunst der Fuge, evenals de Messiah van Haendel. Op het gemelde orgel is hij sinds 2001 het volledige werk van Bach voor orgel aan het opnemen.
Hij heeft gewijde muziek gecomponeerd, alsook kamermuziek, werk voor orkest, muziek voor orgel, zang en koren. Hij heeft ook orgelwerk gepubliceerd (Paul Hofmayer, Nicolas Bruhns, Georges Muffat, middeleeuwse orgelmuziek) en heeft de Cantate van Johann Sebastian Bach, "Ihr Tore zu Zion", BWV 193, gereconstrueerd.
Michael Radulescu is bijzonder geïnteresseerd in de verhouding van de oude muziek tot de hedendaagse tijd. Voor hem is het orgel het fundamentele instrument dat de harmonie en de wetten van het Heelal uitdrukt en dat door de rijkdom van zijn klanken een visionaire wereld kan doen ontstaan. Alleen aan het orgel of samen met de musici die hij dirigeert zoekt hij naar de intrinsieke eenheid van een werk, zoals hij dit bij Bach aantreft.